# De fjorton populäraste melodierna
De fjorton populäraste melodierna är ett samlingsalbum av dansbandet Sven-Erics. Albumet släpptes både på CD, LP och kompaktkassett 1988.

## Låtlista
1. Det gick en liten ängel (S.Thurell)
2. En underbar sång (N.Diamond-Phaedra)
3. Marlena (J.Franfurter-R.Ljng-K.Danielsson)
4. Jag vill vakna upp med dej (B.Peters-P.Ekbäck)
5. Får jag lov (Uppgift saknas)
6. Jag vill nog aldrig ge mej av (O.Young-M.Gustavsson)
7. Han är inte jag (L.Andersson-I,Forsman)
8. Ta min hand (S.Thurell)
9. Tiden står still (T.Blank-K.Almgren)
10. I kärlekens färg (C.De Burgh-I.Forsman)
11. Varje natt och dag (J.Guillary-S-E.Mörtsjö)
12. Plastic (T.Seebach-R.Dehnhart-M.Forsberg)
13. Lär dig att dansa (W.Theumissen-S-E.Mörtsjö)
14. Minnet av en barndomsvän (S.Thurell-B.Bäcklund)